# La nit que Logan es va despertar
La nit que Logan es va despertar (francès: La nuit où Laurier Gaudreault s'est réveillé) és una minisèrie de televisió de thriller canadenca, dirigida per Xavier Dolan i estrenada el 2022. Adaptada de l'obra teatral La nuit où Laurier Gaudreault s'est réveillé de Michel Marc Bouchard, la sèrie se centra en els Larouche, una família de Val-des-Chutes (Quebec) que s'enfronten a la mort de la matriarca de la família Madeleine (Anne Dorval). S'ha doblat i subtitulat al català.
La sèrie alterna l'actualitat, quan la filla pròdiga Mimi/Mireille (Julie Le Breton), una destacada tanatòloga que torna a casa per primera vegada en dècades per honrar la petició moribunda de la seva mare de tornar a casa per embalsamar el cos; i els inicis de la dècada del 1990, quan Mireille (Jasmine Lemée) i el seu germà Jules/Julien (Elijah Patrice-Baudelot) van ser amics íntims de Logan Goodyear/Laurier Gaudreault (Pier-Gabriel Lajoie) fins a l'esdeveniment que va destrossar la família.
El repartiment també inclou Patrick Hivon com l'adult Jules/Julien, Éric Bruneau com el germà Denis, Dolan com el germà petit Elliot i Magalie Lépine-Blondeau com l'esposa d'en Julien, la Chantal, així com Julianne Côté, Guylaine Tremblay, Jacques Lavallée i Sylvie Drapeau en papers secundaris. Gran part del repartiment principal va interpretar els Larouches a la producció escènica original del 2019 de l'obra de Bouchard.
La sèrie es va estrenar al Canadà el 24 de novembre de 2022 al Club Illico, i el 23 de gener de 2023 a Canal+ a França. Els dos primers episodis es van projectar al programa Indie Episodic del Festival de Cinema de Sundance 2023. La sèrie es va estrenar als EUA a Netflix el 18 d'octubre de 2023.
La sèrie va guanyar sis premis Gémeaux: millor direcció, millor paper protagonista en una sèrie dramàtica, millor paper secundari en una sèrie dramàtica, millor muntatge, millor fotografia i millor música original.